# Lisa Van Gorp
Lisa Van Gorp (6 juli 2000) is een Belgisch korfbalster.

## Levensloop
Van Gorp was actief bij Vobako. In 2018 maakte ze de overstap naar Boeckenberg. Met deze club werd ze driemaal zaalkampioen (2018, 2020 en 2023) en was ze in 2018-'19  en 2023-24 finalist in de Europa Cup.
Daarnaast maakt ze deel uit van het Belgisch korfbalteam. Met de Belgian Diamonds behaalde ze onder meer brons op het wereldkampioenschap van 2023 te Taipei.

## Erelijst
- Belgisch kampioen zaalkorfbal, 4x (2018, 2020, 2023, 2025)
- Beker van België, 1x (2025)

Lisa Van Gorp werd in 2024 korfbalspeelster van het jaar in de Belgische Competitie.